# Omar Bradley
Omar Nelson Bradley (ur. 12 lutego 1893 w Clark, zm. 8 kwietnia 1981 w Nowym Jorku) – generał armii amerykańskiej, na froncie północnoafrykańskim i europejskim w czasie II wojny światowej, Przewodniczący Połączonego Kolegium Szefów Sztabów (1949–1953).

## Życiorys

### Dzieciństwo i młodość

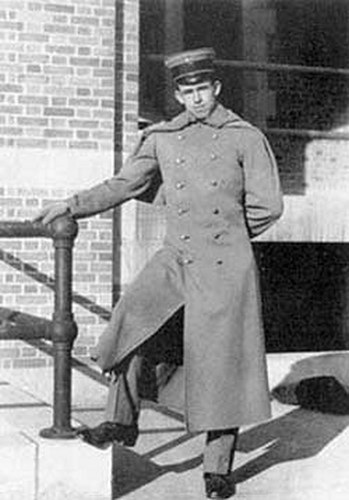
Omar Nelson Bradley w Akademii Wojskowej West Point

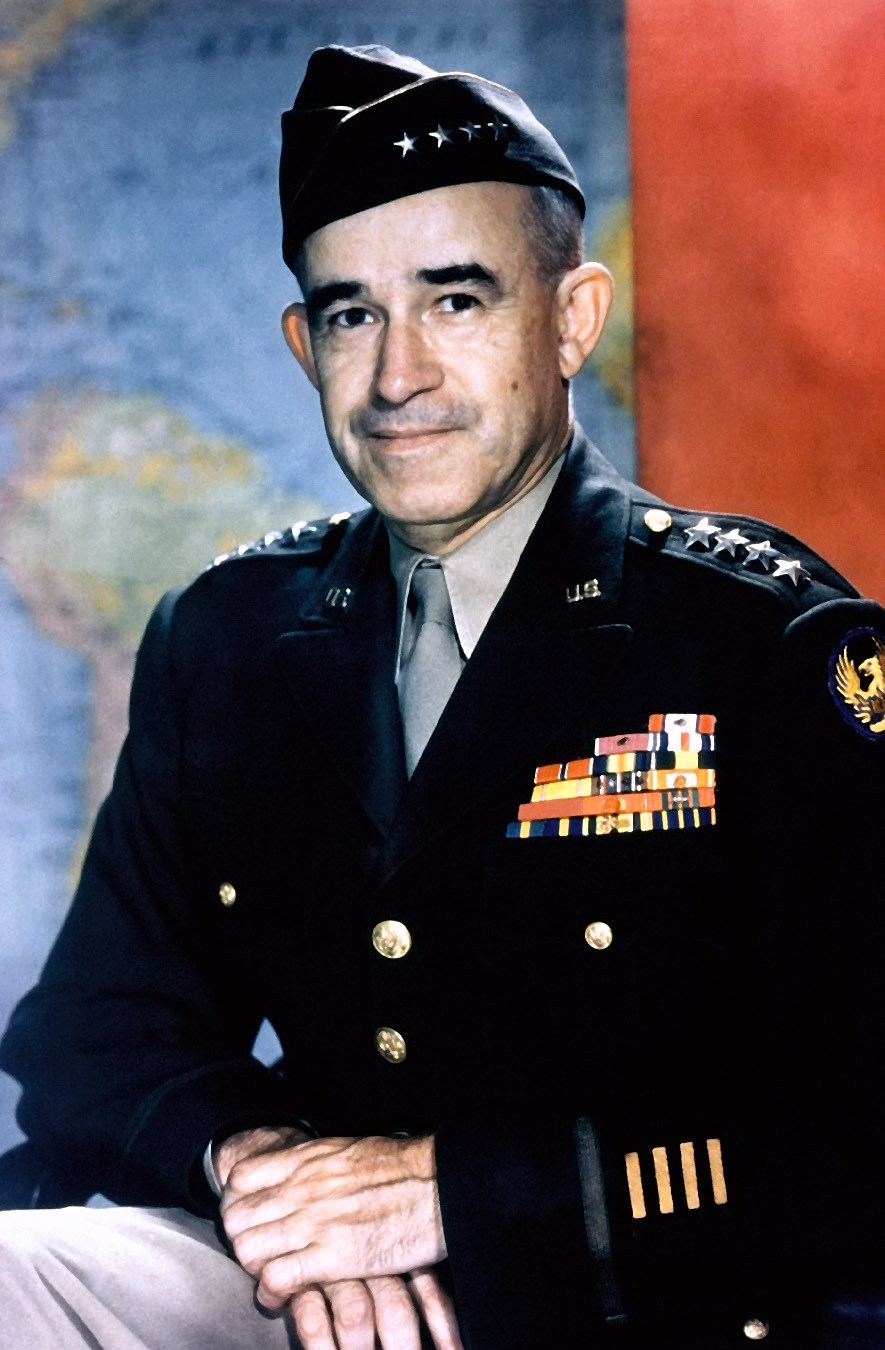
Gen. Omar Nelson Bradley, 1949

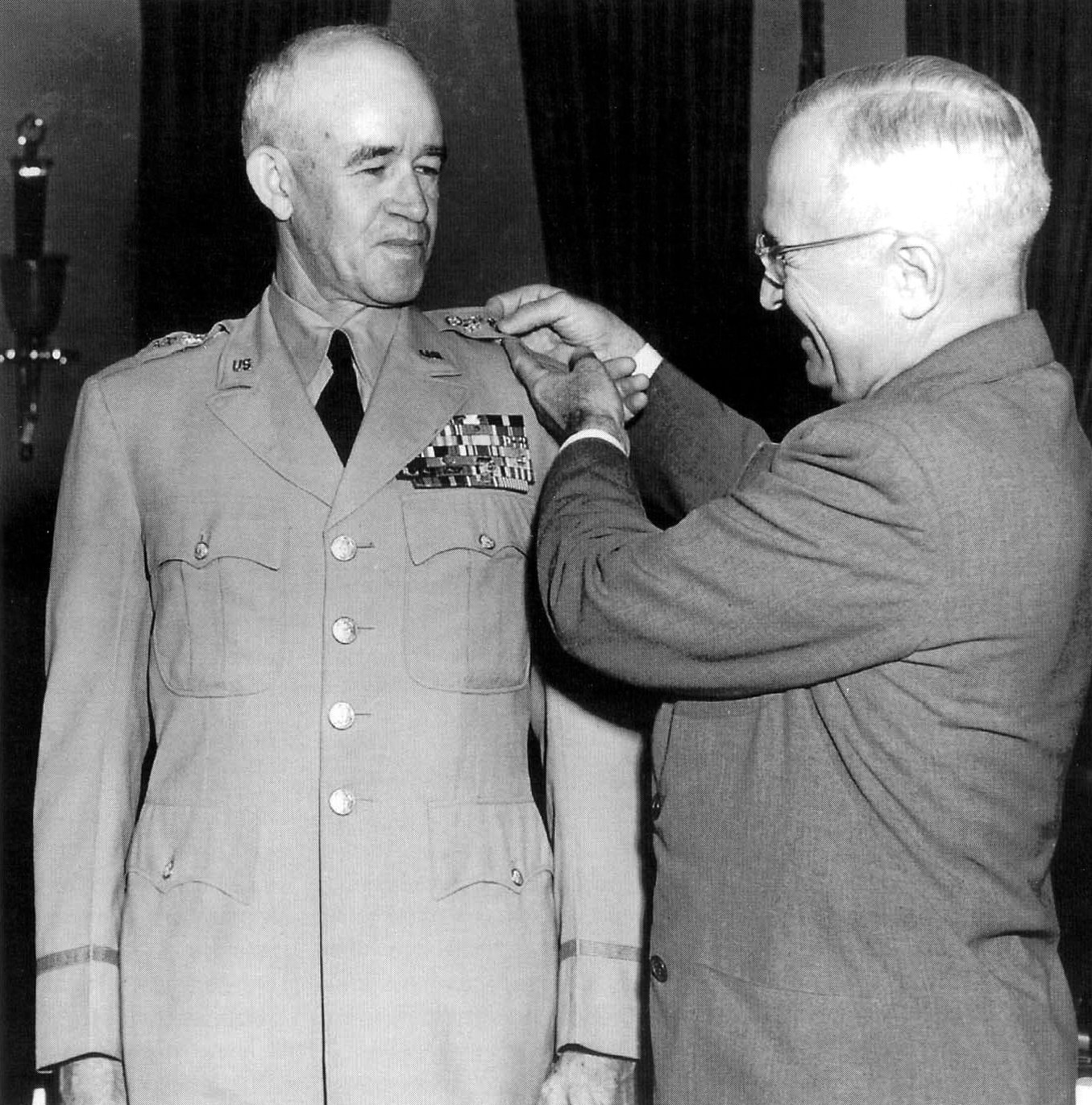
Gen. Omar Nelson Bradley otrzymuje z rąk prezydenta USA Harry’ego Trumana piątą gwiazdkę generalską, 22 września 1950

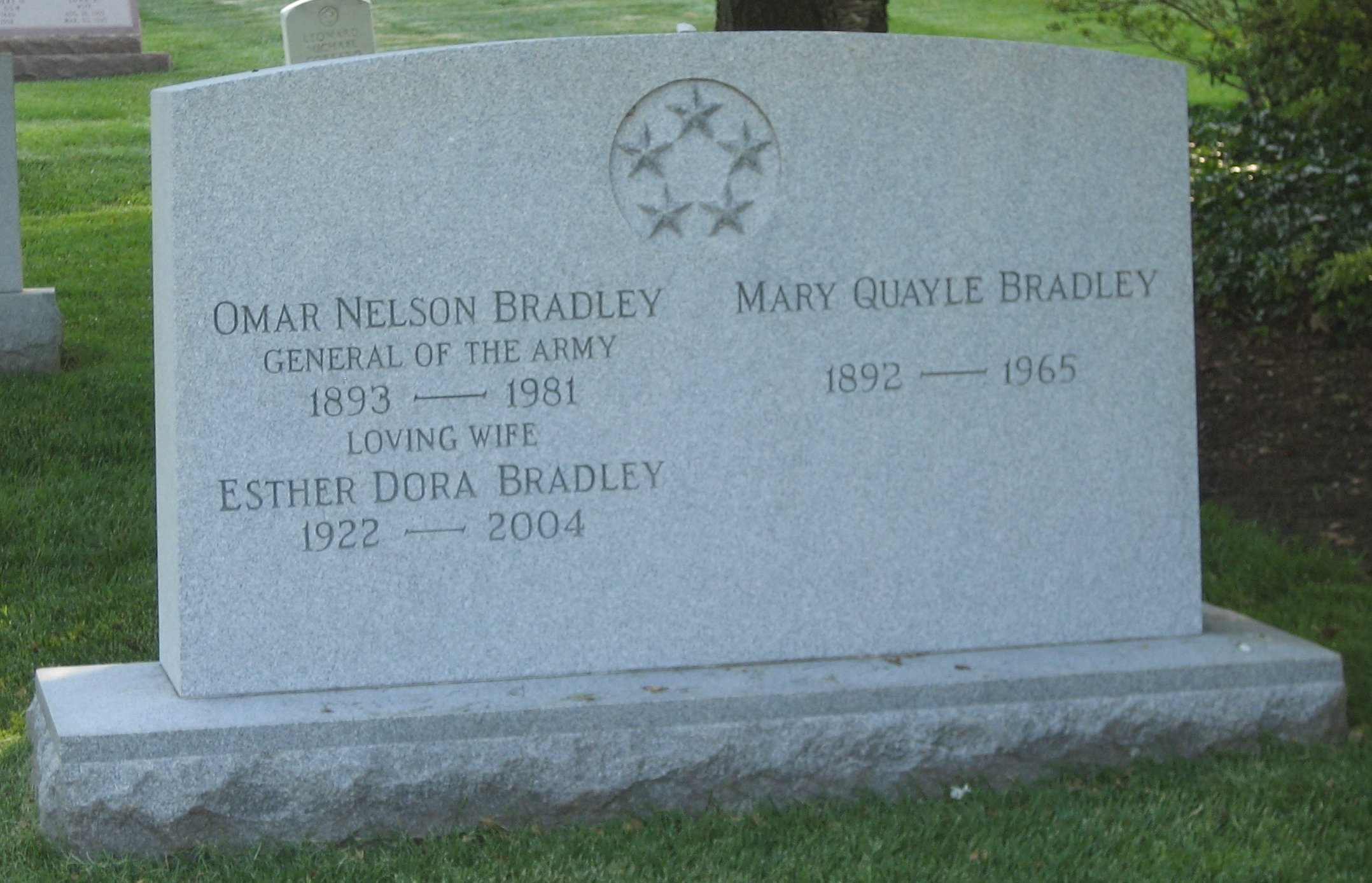
Grób gen. armii Omara Nelsona Bradleya na Cmentarzu Narodowym w Arlington

Urodził się niedaleko miasteczka Clark w stanie Missouri, w rodzinie wiejskiego nauczyciela, który osierocił, gdy Omar miał 14 lat. Od tego czasu rodzinę utrzymywała matka, pracując jako szwaczka. W 1910 r. ukończył szkołę średnią w Moberly i zatrudnił się na kolei jako robotnik w warsztatach, by zarobić na studia. Namówiono go jednak, aby spróbował dostać się na West Point (gdzie edukacja była darmowa, co było faktem nie bez znaczenia dla biednej rodziny Bradleya), dokąd zdał egzamin w 1911 r. Ukończył West Point w 1915, jako jeden z wielu przyszłych generałów z tego rocznika.
Początkowo służył w 14 Pułku Piechoty. Przed wybuchem I wojny światowej stacjonował przy granicy z Meksykiem. Po jej wybuchu otrzymał promocje do stopnia kapitana i został przeniesiony do Montany. W 1918 został przeniesiony do 19 Dywizji Piechoty, która miała być wysłana na front europejski, ale zanim do tego doszło zostało podpisane zawieszenie broni.

### Dwudziestolecie międzywojenne
W okresie międzywojennym Bradley służył jako nauczyciel i studiował. W latach 1920–1924 wykładał matematykę w West Point. W 1924 otrzymał promocję na majora i przeszedł przez szkolenie Advanced Infantry Course w Fort Benning w Georgii. Po okresie służby na Hawajach ukończył kurs dla wyższych oficerów sztabowych Command and General Staff School w Fort Leavenworth. Od 1929 ponownie wykładał w West Point, w 1934 ukończył Army War College. W 1936, po promocji na podpułkownika, pracował w Departamencie Wojny.

### II wojna światowa
Po wybuchu II wojny światowej objął najpierw dowództwo 82 Dywizji Piechoty, a następnie 28 Dywizji Piechoty.
Miał zostać dowódcą VIII Korpusu biorącego udział w operacji Torch, ale w ostatniej chwili został wysłany do Afryki Północnej do sztabu Dwighta D. Eisenhowera. Później został zastępcą gen. George’a Pattona w II Korpusie. W kwietniu 1943 awansował na dowódcę II Korpusu, następnie brał udział w operacji Husky.
Został wybrany na dowódcę amerykańskiej 1 Grupy Armii w czasie przygotowań inwazji na Normandię oraz 12 Grupy Armii w czasie samej operacji. Pod jego dowództwem wojska amerykańskie uwikłały się w ciężkie walki pozycyjne i nie były w stanie przełamać frontu niemieckiego aż do ostatnich dni lipca 1944, kiedy rozpoczęła się operacja Cobra, w której wzięła udział 3 Armia pod dowództwem gen. Pattona.
Skala sukcesu, jakim była operacja Cobra, zaskoczyła Bradleya i nie był on w stanie całkowicie wykorzystać jej sukcesu. Między innymi nie zamknął okrążenia w tzw. „worka pod Falaise”, kiedy to zatrzymał atak 3 Armii pomimo protestów gen. Pattona.
Pod koniec września, kiedy wojska sprzymierzonych dotarły do linii Zygfryda, pojawiły się poważne różnice zdań pomiędzy Bradleyem a Bernardem Montgomerym co do dalszej strategii prowadzenia wojny. Bradley sugerował atak szerokim frontem w kierunku Zagłębia Ruhry, Montgomery wolał atakować na wąskim froncie północnego skrzydła. Ostateczna decyzja należała do Eisenhowera, który zdecydował się dać priorytet pomysłom świeżo mianowanego na marszałka Montgomery’ego i pozwolił na wykonanie operacji Market-Garden.
Po fiasku operacji Market-Garden front zachodni częściowo się ustabilizował, co pozwoliło Niemcom na zaplanowanie i wykonanie operacji Wacht am Rhein. Niemcom częściowo pomogła decyzja Bradleya, który skierował do obrony Ardenów kilka zdekompletowanych dywizji (na odpoczynek) uważając, że jest to „cichy” odcinek frontu, pomimo że historycznie Niemcy już wcześniej atakowali właśnie przez ten region. Niemiecki atak został odparty dzięki skutecznemu i szybkiemu manewrowi 3 Armii gen. Pattona.
Po zatrzymaniu kontrofensywy niemieckiej wojska Bradleya szybko dotarły do Renu i po jego przekroczeniu wykonały manewr okrążenia, zamykając w pułapce ponad 300 000 żołnierzy niemieckich.

### Okres powojenny
Po zakończeniu II wojny światowej Bradley został szefem agencji ds. weteranów wojennych, a w 1948 został szefem sztabu armii amerykańskiej. Rok później awansował na szefa Sztabu Połączonych Sił Zbrojnych Stanów Zjednoczonych (najwyższe stanowisko w siłach zbrojnych USA). 22 września 1950 został awansowany do stopnia „pięciogwiazdkowego generała” (general of the army). Był piątą osobą która otrzymała ten stopień w XX wieku i ostatnią do tej pory. Odszedł z aktywnej służby w 1953.
Jako szef sztabu połączonych sił zbrojnych bardzo mocno skrytykował generała Douglasa MacArthura za jego plany rozszerzenia wojny koreańskiej na terytorium Chin.
W opublikowanych przez niego wspomnieniach w 1951 A Soldier’s Story (polskie wydanie: Żołnierska epopeja, 1963) Bradley zaatakował osiągnięcia marszałka Bernarda Montgomery’ego (szczególnie jego wkład w bitwę w Ardenach).
Był wolnomularzem. Zmarł 8 kwietnia 1981 w Nowym Jorku. Został pochowany na Cmentarzu Narodowym w Arlington w stanie Wirginia.

## Awanse
- podporucznik US Army – 12 czerwca 1915
- porucznik US Army – 13 października 1916
- kapitan US Army – 22 sierpnia 1917
- major armii krajowej – 17 lipca 1918
- kapitan regularnej armii – 4 listopada 1922
- major regularnej armii – 27 czerwca 1924
- podpułkownik regularnej armii – 22 lipca 1936
- generał brygadier US Army – 24 lutego 1941
- generał major US Army – 18 lutego 1942
- generał porucznik US Army – 9 czerwca 1943
- pułkownik regularnej armii – 13 listopada 1943
- generał US Army – 29 marca 1945 (w regularnej armii od 31 stycznia 1949)
- generał armii – 22 września 1950

## Odznaczenia
- Medal Sił Lądowych za Wybitną Służbę – czterokrotnie
- Medal Marynarki Wojennej za Wybitną Służbę
- Srebrna Gwiazda
- Legia Zasługi
- Brązowa Gwiazda
- Mexican Border Service Medal
- Medal Zwycięstwa I Wojny Światowej
- Medal Amerykańskiej Służby Obronnej
- Medal Kampanii Europy-Afryki-Bliskiego Wschodu
- Medal Zwycięstwa w II Wojnie Światowej
- Medal Armii Okupacyjnej
- Medal Służby Obrony Narodowej
- Prezydencki Medal Wolności
- Honorowy Rycerz Komandor Orderu Łaźni (Wielka Brytania)
- Krzyż Wojenny (Croix de Guerre – Francja)
- Krzyż Wojenny (Luksemburg)
- Krzyż Komandorski Orderu Odrodzenia Polski (Polska)
- Order Suworowa I klasy (ZSRR)
- Order Kutuzowa I klasy (ZSRR)